# Kurt Jacob Ball-Kaduri
Kurt Jacob Ball-Kaduri, bis 1945 Kurt Antonio Ball (geboren 20. Januar 1891 in Berlin; gestorben 29. Mai 1976 in Tel-Aviv) war ein deutscher Steuerrechtler und israelischer Zeithistoriker.

## Leben

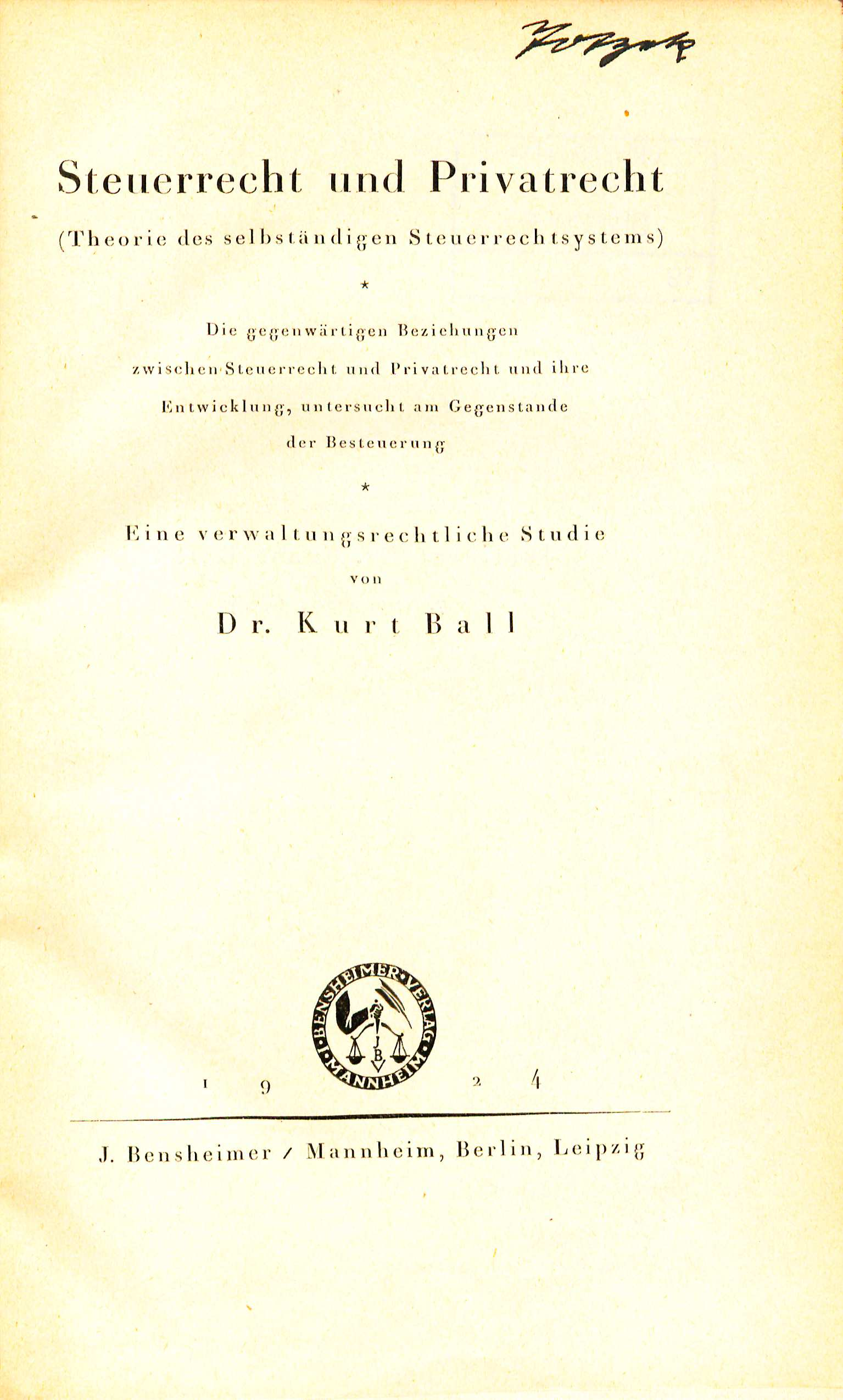
Kurt Ball: Steuerrecht und Privatrecht (1924)

Kurt Ball war Sohn eines Rechtsanwalts und Justizrats. Er wuchs in Berlin auf und besuchte das Gymnasium zum Grauen Kloster. Er studierte Rechtswissenschaften in Freiburg im Breisgau, Genf, München und Berlin, legte 1913 in Berlin das Erste Staatsexamen ab und wurde 1914 in Heidelberg bei Karl Heinsheimer promoviert. Das Referendariat in Berlin unterbrach er 1915/16 für den freiwilligen Kriegshilfsdienst und machte 1919 das Zweite Staatsexamen. Aus den Skripten einer von ihm gehaltenen Übung entstand 1920 seine erste Veröffentlichung Grundriss des gesamten Steuerrechts. Er trat 1920 als Assessor in die Reichsfinanzverwaltung unter Herbert Adolf Dorn ein, aus antisemitischen Gründen wurde er aber 1924 als Abteilungsleiter an das Finanzamt Berlin-Luisenstadt zurückversetzt, womit seine Karriere im Ministerium beendet war. 1926 habilitierte er sich an der Handelshochschule Berlin und lehrte dort bis 1931/32 als Privatdozent, ab 1930 dort am neugegründeten Institut für Finanzwissenschaft und Steuerwesen, ab 1932 wegen der Auswirkungen der Weltwirtschaftskrise nurmehr mit einem Lehrauftrag. Ball betrieb seit 1927 eine Rechtsanwaltspraxis als Steuerberater und Fachanwalt für Steuerrecht, sein Bruder Fritz Ball, der als Anwalt für die zum Hugenberg-Konzern gehörende Telegraphen-Union arbeitete, half ihm über die wirtschaftlichen Anfangsprobleme der Anwaltskanzlei hinweg.
Nach der Machtübergabe an die Nationalsozialisten 1933 wurde ihm die Lehrbefugnis und die Mitgliedschaft in der Anwaltskammer Berlin, in der er zwischenzeitlich dem Vorstand angehört hatte, entzogen, so dass er nur noch für jüdische Klientel und für die Reichsvertretung der Deutschen Juden  nichtanwaltlich als Konsulent in Steuerberatungssachen arbeiten durfte. Mit der Aufhebung der Steuerbefreiung für die jüdischen Gemeinden 1934 sollten diese finanziell ruiniert werden, da ihnen Steuernachzahlungen über 30 Jahre aufgebürdet wurden.
Er war Mitglied der Loge B’nai B’rith. Er ging 1934 in den Vorstand der Berliner Gruppe der  Zionistischen Organisation und arbeitete dem Zionisten Otto Warburg zu, der mit der „Gesellschaft der Freunde der Jerusalem-Bibliothek“ dafür sorgte, dass Buchnachlässe jüdischer Familien in Deutschland an die Bibliothek der Hebräischen Universität Jerusalem gespendet wurden.
Nach der Reichspogromnacht wurde er vom 11. November bis zum 16. Dezember 1938 im KZ Sachsenhausen inhaftiert. Bei seiner Entlassung litt er unter schwer vereiterten Händen. Ball emigrierte mit seiner Ehefrau, der studierten Musikerin Charlotte Senger, und zwei Kindern noch im Dezember 1938 nach Palästina und änderte 1945 seinen Namen. Sein Bruder Walter Ball floh nach Belgien und wurde Opfer der Shoa, zwei andere Geschwister entkamen der deutschen Judenverfolgung.
In Palästina war Balls steuerrechtliche Qualifikation wertlos, so dass er überwiegend arbeitslos war und mit von dem Geld lebte, das seine Frau als Haushaltshilfe verdiente. Lotte Ball-Senger schrieb später Musikkritiken für israelische Tageszeitungen und 1961 in der nmz über einen ersten öffentlichen Auftritt Daniel Barenboims. 1941 gründete Jacob Ball in Tel-Aviv unter dem Titel Was nicht in den Archiven steht eine private Forschungsstelle für Genealogie, in der Nachfolge der 1924 in Deutschland von Arthur Czellitzer geschaffenen Gesellschaft für jüdische Familienforschung, in der Familieninformationen aus der Hand von Immigranten und Holocaustüberlebenden gesammelt wurden. Unterstützt wurde er dabei von Georg Herlitz, der das von ihm geleitete Archiv der zionistischen Organisation aus Berlin nach Jerusalem retten konnte, und er stand mit Alfred Wiener in London im Austausch. Die Sammlungsarbeit leistete er bis 1956 überwiegend allein, als er in den Dienst der 1953 geschaffenen staatlichen Organisation Yad Vashem trat. 1964 erhielt seine inzwischen von Yad Vashem übernommene Sammlung den Namen „Ball-Kaduri-Collection“.
Ball-Kaduri schrieb zeitgeschichtliche Untersuchungen zur jüdischen Geschichte, die auch in Deutschland herausgegeben wurden, sowie Aufsätze, die in der Zeitschrift für die Geschichte der Juden in Tel-Aviv erschienen. 1971 wurde er zu einem Vortrag nach Deutschland in die Bundesfinanzakademie eingeladen und überließ ihr als Anerkennung für die offene Aufnahme seine Sammlung steuerrechtlicher Schriften.
Von Kurt Ball stammt die erste systematische Einführung in das Steuerrecht, die wegen des Berufsverbots 1933 unvollendet blieb, und mit seiner Monographie Steuerrecht und Privatrecht legte er ein Grundwerk für die entstehende Disziplin des Steuerrechts (Alfons Pausch).

## Schriften (Auswahl)
- Grundriss des gesamten Steuerrechts. Bensheimer, Mannheim 1920
  - Abt. 1. Steuerlehre
  - Abt. 2. Allg. Steuerrecht, insb. d. Recht d. Reichsabgabenordng, des Reichswettbewertungsgesetzes u. das Finanzausgleichrecht
- Vom neuen Weg der Gesetzgebung. Industrieverlag Spaeth & Linde, Berlin 1921
- Steuerrecht und Privatrecht: (Theorie des selbstständigen Steuerrechtsystems) ; Die gegenwärt. Beziehungen zwischen Steuerrecht und Privatrecht und ihre Entwicklung untersucht am Gegenstande der. Besteuerung ; Eine verwaltungsrechtliche Studie. J. Bensheimer, Mannheim 1924. Gewidmet Ernst Ball.
- Gebührenlockerung: Welche durch Gesetz od. Verordng einzuführenden Maßnahmen werden vorgeschlagen, um e. Überfüllg d. Anwaltstandes vorzubeugen?. Preisschrift, vom Deutschen Anwaltverein mit d. 2. Preise ausgezeichnet. Druckschriften des Deutschen Anwaltvereins, Nr. 25. W. Moeser, Leipzig 1930
- Die Industriebelastung: Industriebelastungsgesetz u. Aufbringungsgesetz vom 30. Aug. 1924 mit sämtl. Durchführungsbestimmungen u. Erlassen ; Für d. Praxis. Industrieverlag Spaeth & Linde, Berlin 1928
- Jüdisches Leben einst und jetzt. Beigefügtes Werk:  Das Calauer Judenhaus. Ner-Tamid-Verl., München 1961
- Das Leben der Juden in Deutschland im Jahre 1933: Ein Zeitbericht. Europäische Verl.-Anst., Frankfurt a. M. 1963
- Berlin is "purged" from Jews: The Jews in Berlin in 1943. Yad Vashem Studies. Weiss Press, Nr. 5, Jerusalem 1963, S. 271–316
  - Berlin wird judenrein, in: Jahrbuch für die Geschichte Mittel- und Ostdeutschlands, 22 (1973), S. 196–246
- Vor der Katastrophe: Juden in Deutschland 1934–1939. Ed. Olamenu, Tel Aviv 1967